# Плук
Плук (Кампонгплук) — коммуна и одноименная деревня в районе Прасатбаконг, провинции Сиемреап, Камбоджа. В переводе с кхмерского означает Гавань бивней. Расположена примерно в 30 км от города Сиемреап на юго-востоке. Построена на сваях в мангровых зарослях в месте впадения реки Тахас в озеро Тонлесап.